# Harry Harrison
Harry Harrison, nato Henry Maxwell Dempsey (Stamford, 12 marzo 1925 – Crowborough, 15 agosto 2012), è stato uno scrittore, glottoteta ed esperantista statunitense, autore di romanzi di fantascienza.

## Biografia
Harrison visse in diverse parti del mondo come il Messico, l'Inghilterra, l'Irlanda, la Danimarca e l'Italia. Fu un forte sostenitore dell'esperanto tant'è che il linguaggio appare spesso nei suoi romanzi e in special modo nelle serie del Ratto d'acciaio (Stainless Steel Rat) e del Pianeta impossibile (Deathworld); fu anche presidente onorario dell'associazione esperantista irlandese nonché membro di altre analoghe associazioni nel mondo. Prestò servizio nell'USAAF (aeronautica militare statunitense) durante la seconda guerra mondiale come istruttore e meccanico di artiglieria. Da ultimo visse in Irlanda, conservando un alloggio a Brighton in occasione delle visite in Gran Bretagna.
Harrison si sposò con Joan Merkler nel 1954 a New York: la loro unione durò fino alla morte di lei, nel 2002. Dal matrimonio nacquero due figli: Todd nel 1955 e Moira nel 1959; a loro il padre ha dedicato il libro Largo! Largo! (Make Room! Make Room!)
Prima di diventare uno scrittore, Harrison fece l'illustratore per due riviste di fantascienza per la EC Comics, Weird Fantasy e Weird Science. Nelle sue prime storie brevi usava spesso degli pseudonimi come 'Wade Kaempfert'. Nel 1958 scrisse anche due episodi di un fumetto inglese incentrato su Rick Random, Detective dello Spazio, creato dallo scrittore Conrad Frost e disegnato da Bill Lacey.
Harrison fu noto per il suo stile intriso di humour e satira. In tal senso le sue opere più note sono la serie del Ratto e il romanzo Bill, the Galactic Hero (parodia di Fanteria dello spazio (Starship Troopers) di Heinlein).
Durante gli anni sessanta fu lo scrittore principale della serie di Flash Gordon che appariva sui quotidiani, e una delle sue storie fu serializzata sulla rivista Comics Revue. Harrison disegnava anche schizzi per aiutare i disegnatori ad essere più precisi nei dettagli tecnici e scientifici, ma era quasi sempre ignorato.
Non tutte le opere di Harrison sono commedie od opere leggere. Scrisse molti libri su temi più impegnativi: il più noto è  Largo! Largo! (Make Room! Make Room!), che sviluppava i temi della sovrappopolazione e dell'esaurimento delle risorse globali. Il testo fu la base per la sceneggiatura del film 2022: i sopravvissuti (Soylent Green, 1973). Harrison, che per questioni contrattuali non poté collaborare alla sceneggiatura, discusse dell'adattamento cinematografico nel libro Omni's Screen Flights/Screen Fantasies (1984),[5][6] dichiarandosi soddisfatto a metà del lavoro svolto dagli sceneggiatori di Hollywood.
Negli anni settanta Harrison lavorò con Brian Aldiss, impostando antologie con le quali i due autori cercarono di indirizzare pubblico e critica verso una fantascienza di qualità.
Fu insignito del Damon Knight Memorial Grand Master Award 2009.

## Opere
Le date indicate si riferiscono alla pubblicazione in lingua originale.

### Romanzi
- La fine della paura (The Jupiter Plague) (1965) - pubblicato in origine come Plague from Space
- Vendetta for the Saint (1964) - con Leslie Charteris e basato sul personaggio del Santo
- Largo! Largo! (Make Room! Make Room!) (1966) - base per il film 2022: i sopravvissuti (Soylent Green) con Charlton Heston
- Il vichingo in Technicolor(r) (The Technicolor Time Machine) (1967)
- Colpa del trasmettitore (Fault of the transmitter)(1968)
- La città degli Aztechi (Captive Universe) (1969) - Pubblicato in Urania N° 538 dell'Aprile 1970, Mondadori, Milano
- Le stelle nelle mani (In Our Hands the Stars) ©1970 - Pubblicato in Urania N° 631 del Novembre 1973, Mondadori, Milano
- Spaceship Medic (1970)
- Tunnel negli abissi (Tunnel Through the Deeps) (1972) - pubblicato in origine come A Transatlantic Tunnel, Hurrah!
- Galaxy Rangers (Star Smashers of the Galaxy Rangers) (1973) - Pubblicato in Urania N° 1517 del Dicembre 2006, Mondadori, Milano
- Skyfall (1976)
- Astroincendio doloso (Lifeboat) (1977) con Gordon R. Dickson  - Pubblicato in Urania N° 727 del Luglio 1977, Mondadori, Milano
- Invasion: Earth (1982)
- A Rebel In Time (1983)
- L'uomo di Turing (The Turing Option) (1992) con Marvin Minsky

#### Bill, eroe galattico (Bill, the Galactic Hero)
- Un eroe galattico (Bill, the Galactic Hero) (1965)
- Bill, the Galactic Hero on the Planet of Robot Slaves (1989)
- Bill, the Galactic Hero on the Planet of Bottled Brains (1990) con Robert Sheckley
- Bill, the Galactic Hero on the Planet of Tasteless Pleasure (1991) con David Bischoff
- Bill, the Galactic Hero on the Planet of Zombie Vampires (1991) con Jack C. Haldeman II
- Bill, the Galactic Hero on the Planet of Ten Thousand Bars (1991) con David Bischoff
- Bill, the Galactic Hero: the Final Incoherent Adventure (1991) con David Harris

#### Serie di Brion Brandd
- Il pianeta dei dannati (Planet of the Damned) (1962) - pubblicato in origine come Sense of Obligation
- Parte seconda: Il pianeta senza ritorno (Planet of No Return) (1981)

#### Serie del Pianeta impossibile (Deathworld)
- Pianeta impossibile parte 1 ('Deathworld) (1960)
- Pianeta impossibile parte 2 - L'Ingegnere etico ('Deathworld 2) (1964) - pubblicato in origine come The Ethical Engineer
- Pianeta impossibile parte 3 - I Barbari a cavallo ('Deathworld 3) (1968) - pubblicato in origine come The Horse Barbarians
- The Mothballed Spaceship (1973) - storia breve
- Return to Deathworld (1998) con Ant Skalandis - Pubblicato solo in Russia e Lituania
- Deathworld vs. Filibusters (1998) con Ant Skalandis - Pubblicato solo in Russia e Lituania
- The Creatures from Hell (1999) con Ant Skalandis - Pubblicato solo in Russia
- Deathworld 7: Foes in Intelligence (2001) con Mikhail Ahmanov - Pubblicato solo in Russia

#### To the Stars (trilogia)
- Homeworld (1980)
- Wheelworld (1981)
- Starworld (1981)

#### Serie del Ratto d'acciaio (The Stainless Steel Rat)
Ordinati secondo la cronologia della serie
- È nato un ratto d'acciaio (A Stainless Steel Rat is Born) (1985)
- Il ratto d'acciaio viene arruolato (The Stainless Steel Rat Gets Drafted) (1987)
- Jim DiGriz e il pianeta maledetto (The Stainless Steel Rat Sings the Blues) (1994)
- Il titano d'acciaio (The Stainless Steel Rat) (1961)
- La vendetta del ratto di acciaio inossidabile (The Stainless Steel Rat's Revenge) (1970)
- Il ratto d'acciaio salva il mondo (The Stainless Steel Rat Saves the World) (1972)
- Quel sorcio farabutto che non arrugginisce mai (The Stainless Steel Rat Wants You) (1978)
- Il Ratto d'Acciaio Presidente (The Stainless Steel Rat for President) (1982)
- The Stainless Steel Rat Goes to Hell (1996)
- The Stainless Steel Rat Joins the Circus (1999)
- Il Ritorno di Jim DiGriz (The Stainless Steel Rat Returns), © 2010 - Pubblicato in Urania N° 1584 del Luglio 2012, Mondadori, Milano

#### Ratto d'acciaio - storie brevi
- The Return of the Stainless Steel Rat (1981)
- La quarta legge della robotica (The Fourth Law of Robotics) (1989)
- The Golden Years of the Stainless Steel Rat (1992)

#### Ylanè (Eden)
- L'era degli Yilanè (West of Eden) (1984)
- Il nemico degli Yilanè (Winter in Eden) (1986)
- Scontro finale (Return to Eden) (1989)

#### Saga Le spade e l'impero o del Martello e della Croce (Hammer and the Cross)
- La via degli dèi, o Gli dei di Asgard (The Hammer and the Cross, 1993)
- Il trono di Asgard, o Il martello e la croce (One King's Way, 1995)
- Il re e l'impero, o La "via" degli dèi di Asgard (King and Emperor, 1997)

#### Stars and Stripes (trilogia)
- Stars and Stripes Forever (1998)
- Stars and Stripes in Peril (2000)
- Stars and Stripes Triumphant (2002)

### Romanzi brevi
- The Men from P.I.G. and R.O.B.O.T. (1974) (due romanzi brevi legati)
- Planet Story (1978) con illustrazioni a colori sull'edizione originale di Jim Burns

### Raccolte di racconti
- Two Tales and Eight Tomorrows (1965)
- War with the Robots (1967)
- Prime Number (1970)
- One Step from Earth (1970)
- Stainless Steel Visions (1992)
- Galactic Dreams (1994)
- 50 In 50 (2001)

### Fumetti
- Rick Random
- Jeff Hawke (per cui scrisse unicamente la storia Out of touch, uscita a puntate fra 1957 e 1958)
- Flash Gordon (1958–1964)
- The Stainless Steel Rat striscia a fumetti sulla rivista 2000 AD di Kelvin Gosnell.
- Harry Harrison's Bill, The Galactic Hero